# Hovik Abrahamyan
Hovik Argami Abrahamyan (tiếng Armenia: Հովիկ Արգամի Աբրահամյան, sinh ngày 24 tháng 1 năm 1958) là chính trị gia Armenian, giữ chức Thủ tướng Armenia từ ngày 13 tháng 4 năm 2014.